# Sepulcrum Domini di Iffeldorf

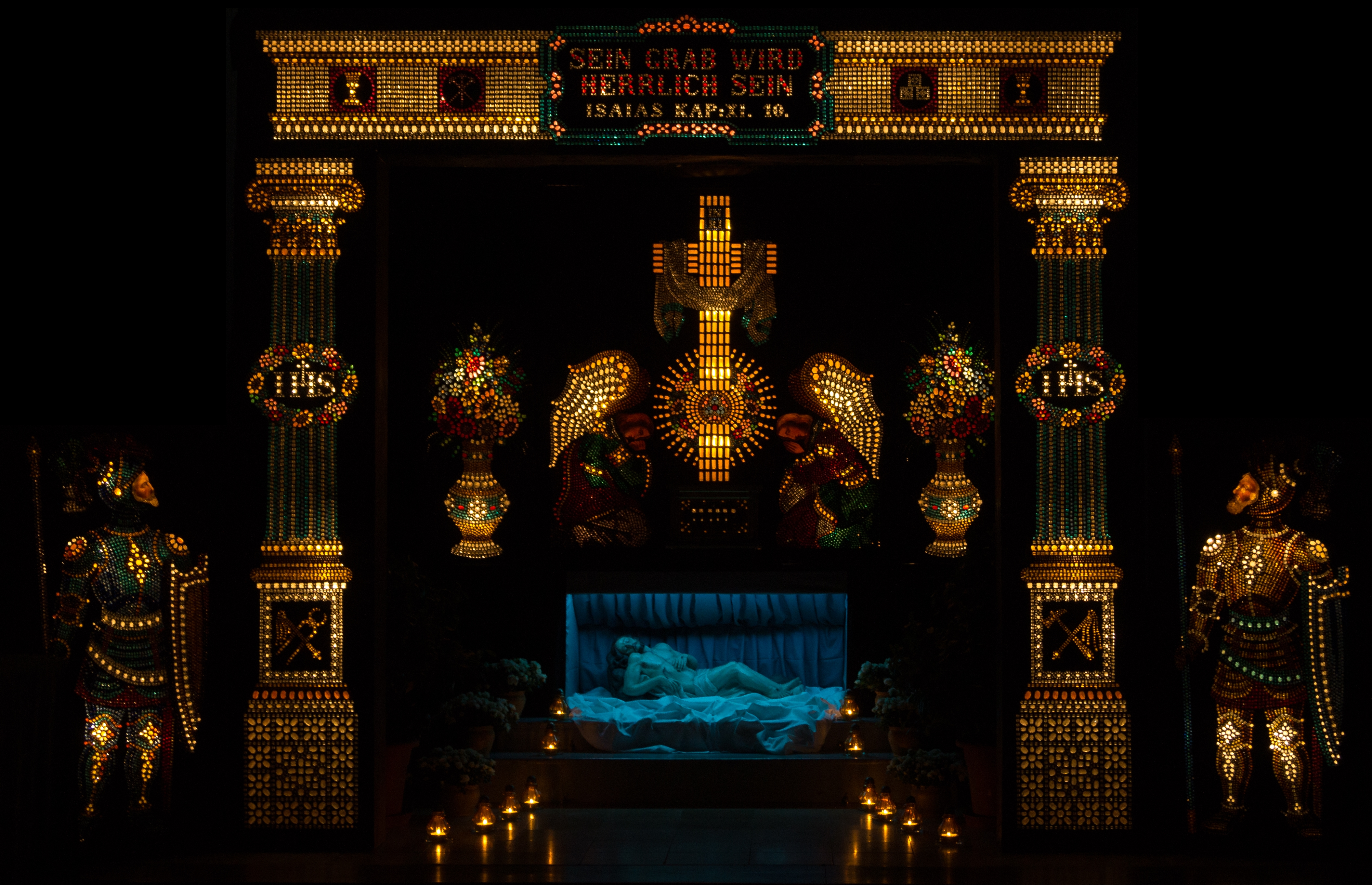
Veduta d'insieme del Sepulcrum Domini di Iffeldorf

Il Sepulcrum Domini di Iffeldorf è un cenotafio in stile Art Nouveau realizzato tra il 1894 ed il 1895 per conto della chiesa parrocchiale di San Vito a Iffeldorf, in Germania.

## Storia
Il Sepulcrum Domini di Iffeldorf venne realizzato su richiesta del parroco della chiesa parrocchiale di Iffeldorf, in Germania, e venne realizzato tra il 1894 ed il 1895 dalla ditta Zbitek di Neustift (in Boemia) in stile Art Nouveau. L'opera, costata 1000 marchi d'oro, non era un'opera specifica ma piuttosto un'opera di vetreria e mosaico che la ditta aveva a catalogo, ma è una degli otto soli esempi di tale tipologia in epoca moderna giunti sino a noi.
Fino ai primi anni '70, l'Altare del Santo Sepolcro veniva regolarmente allestito per la liturgia del Venerdì Santo nella chiesa parrocchiale. Dopo il Concilio Vaticano II molte usanze liturgiche furono progressivamente abbandonate e dimenticate, compreso il Santo Sepolcro di Iffeldorf. L'opera venne collocata nel sottotetto della parrocchia e dell'ospizio locale, dove il tutto venne riscoperto nel 2005 quando l'edificio venne demolito. L'opera è quindi stata restaurata professionalmente e completata da un impianto di illuminazione elettrica che è andato a sostituire l'originario sistema d'illuminazione a petrolio. Ogni anno dal 2008 il Sepulcrum Domini viene reinstallato all'interno della chiesa parrocchiale locale.

## Descrizione

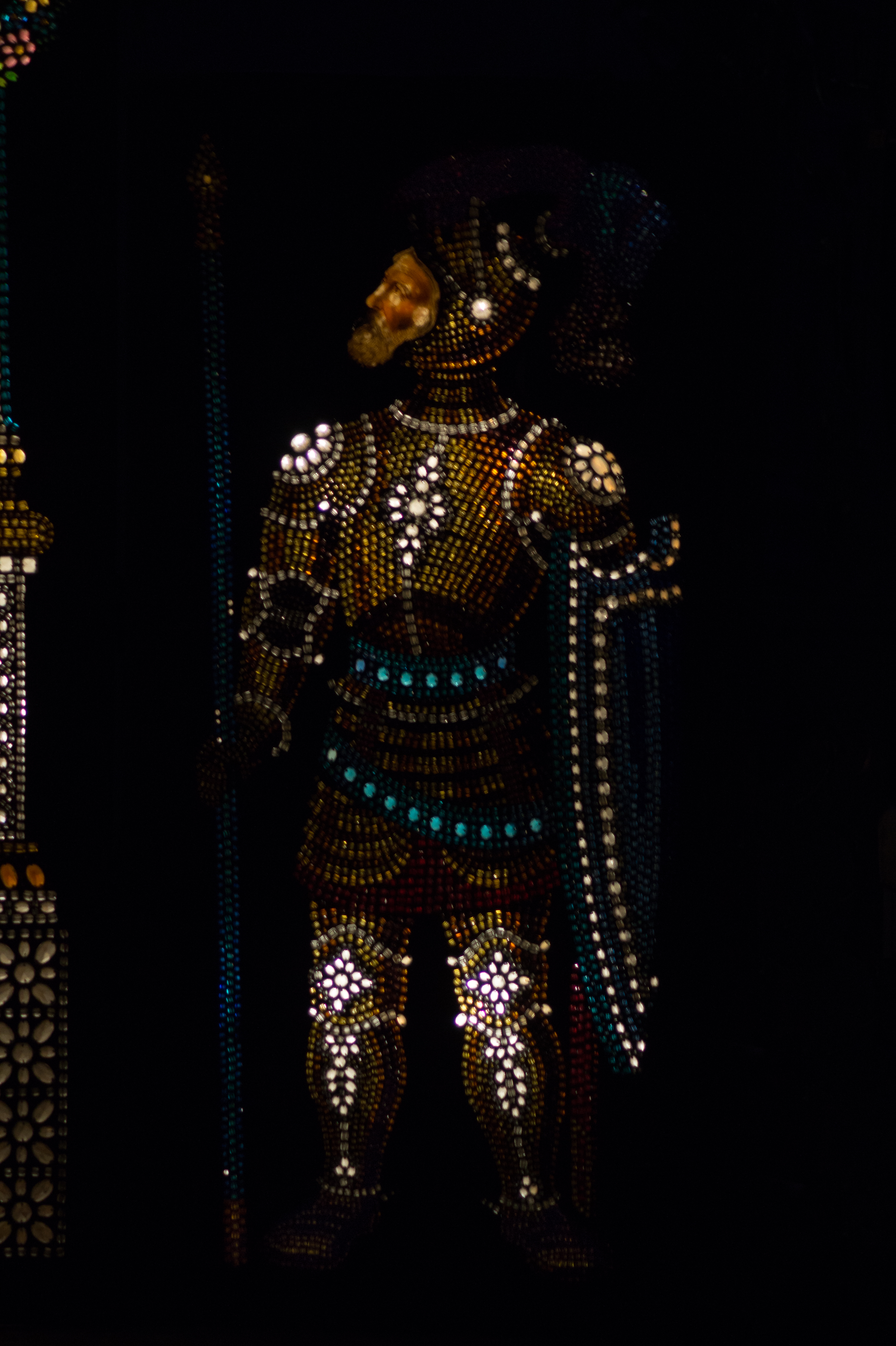
Una delle guardie esterne del sepolcro

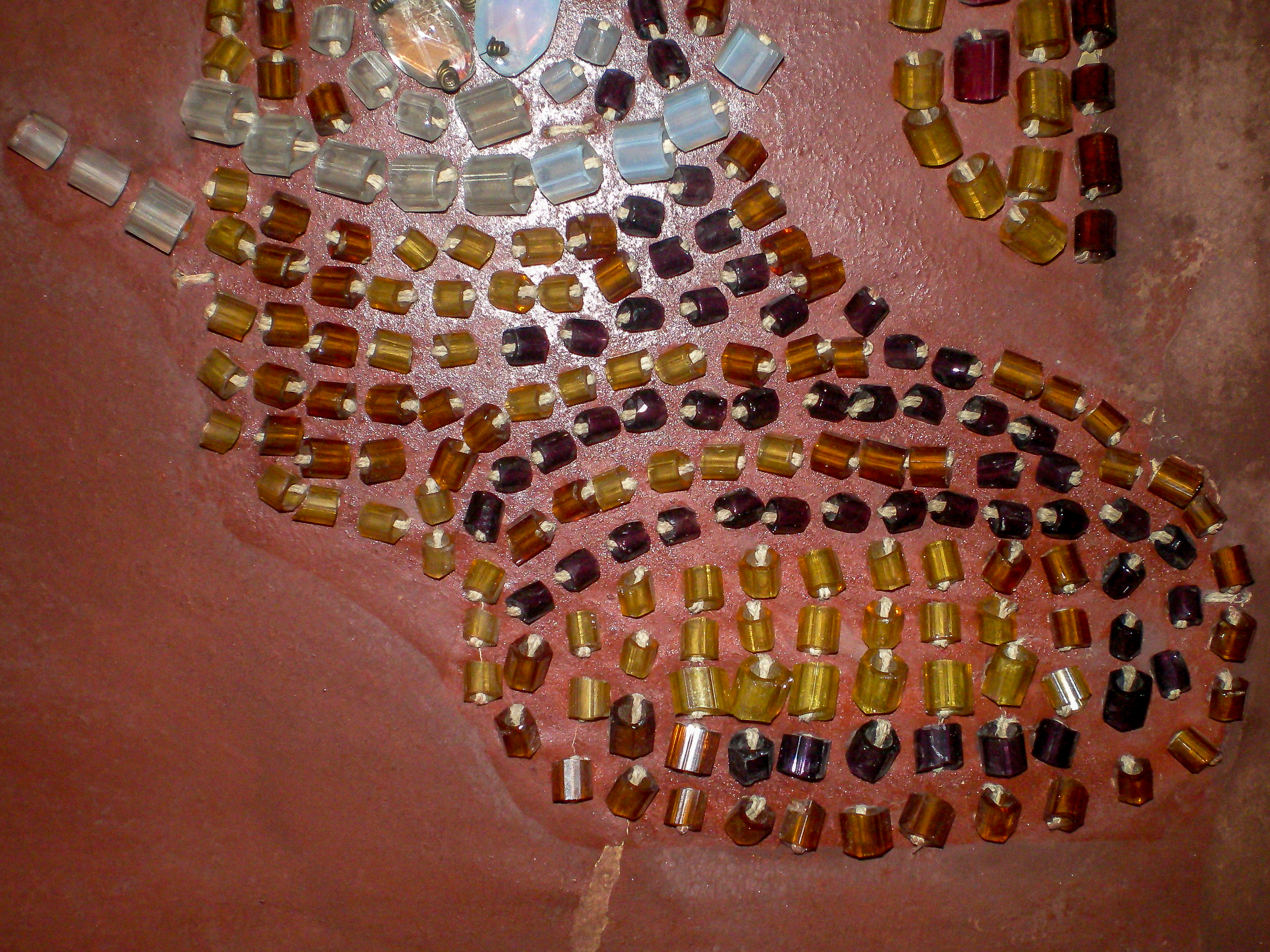
Dettaglio di un piede di una delle guardie ad opera spenta

L'opera è composta da una scena a due piani in stile Art Nouveau ed era originariamente illuminata da 30 lampade a cherosene. Queste erano poste dietro delle figure di cartone spesse 3 mm montate su telai di legno. Queste figure erano perforate con delle aperture nelle quali erano inserite delle pietre di vetro colorate e tagliate a mano e fissate con fili sottilissimi. Per un migliorare l'effetto scenografico dell'opera e per ricordare le tenebre alla crocifissione di Gesù (Mc 15,33), le finestre della chiesa venivano oscurate con delle tende nere fintanto che il Santo Sepolcro rimaneva installato.
La figura della croce, centrale nella composizione, si trova posta sopra la grotta nella quale è riposto il corpo di Gesù. Su questa pende il drappo della deposizione. La raffigurazione del sole che splende alle spalle della croce è un'indicazione della speranza che dà la risurrezione di Gesù Cristo ai cristiani. La scatola posta sotto la croce, rappresenta l'Arca dell'Alleanza presente un tempo nel Tempio di Gerusalemme, sulla quale è scritto il nome ebraico di יהוה (Yahweh). L'arca dell'alleanza viene vista quindi come rappresentazione dell'Antico Testamento, contrapposta al corpo di Gesù che rappresenta il simbolo della nuova alleanza.
Intorno alla tomba vi è un portico, costituito da due colonne ioniche e da un architrave. Le lettere IHS del nome greco di Gesù sono incorniciate da ornamenti floreali sui due pilastri. Al centro dell'architrave si trova l'inscrizione "LA SUA TOMBA SARA' SPLENDIDA - ISAIA CAP. XI, 10" in tedesco. Sotto il portico vi sono i simboli della Passione: il calice dell'Ultima Cena e un second calice che potrebbe simboleggiare l'agonia di Gesù sul Monte degli Ulivi quando Gesù pregò “Padre mio, se è possibile, passi da me questo calice” (Mt 26,39). Inoltre sono presenti gli strumenti del martello, dei chiodi, delle tenaglie, dei flagelli e dei dadi con cui i soldati si giocarono la veste di Gesù (Gv 16,23-24).
Il Sepulcrum Domini di Iffeldorf è costituito da oltre 27.000 tessere di mosaico di vetro, di cui circa 9000 solo per la realizzazione delle figure delle guardie, circa 8000 per il portico e 10.000 per l'interno. L'area interna è costituita dai vasi di fiori con 4000 tessere, gli angeli con 4000 tessere e la croce con la stola e i raggi composta da circa 2000 tessere di vetro. L'arca è costituita da 370 tessere.